# Tenaturris verdensis
Tenaturris verdensis é uma espécie de gastrópode do gênero Tenaturris, pertencente a família Mangeliidae.